# Spectra Gospel
Spectra Gospel är en ekumenisk gospelkör från Sundsvall som bildades 1993. Kören består av ett tjugotal medlemmar samt kompband. Spectra Gospel framför i huvudsak modern amerikansk gospel — så kallad urban contemporary gospel — men repertoaren innefattar även traditionella gospelsånger, lugnare spirituals samt afrikansk körmusik.

## Historik
Kören grundades 1993 av Daniel Antonsson i Lucksta. Verksamheten flyttades efter något år in till Sundsvall. Kören har övat i en rad olika lokaler men har nu sin bas i Hagakyrkan, Sundsvall. Spectra Gospel medverkar i många olika sammanhang, från gudstjänster och konserter till festivaler. Kören framträder huvudsakligen inom kommunen, men åker någon gång per år på turné. 
I Sundsvall är Spectra Gospel mest kända för sina julkonserter med gästartister. Dessa har, med något undantag, årligen hållits sedan 1998. I samband med julkonserten 2010 släppte kören sin CD "Jul med Spectra Gospel", där de senaste två årens gästartister medverkar, den amerikanske gospelartisten Joshua Nelson och den norske artisten Stephen Brandt-Hansen.
Kören har samarbetat med artister såsom The Ark, Helen Sjöholm, LaGaylia Frazier, Carola, Putte Wickman, Tommy Körberg, Frank Ådahl, Samuel Ljungblahd, Cyndee Peters, Linda Pettersson Bratt, Karin Hassle samt ett antal amerikanska gospelartister på Europaturné, däribland Joshua Nelson.
Spectra Gospel var hösten 2007 på en turné till Cleveland, Ohio, där man bland annat samarbetade med gospelartisten Jay T Hairston. Hösten 2008 deltog flera av medlemmarna i "Team LaGaylia" i körtävlingen Körslaget.
Spectra Gospel tilldelades 2011 års Kjell Lönnå-stipendium, med motiveringen "för ett värdefullt körarbete inom genren gospelmusik".
Kören gjorde åter en USA-turné hösten 2015, denna gång till New York, i samarbete med Helén Teike och New Light Baptist Church Choir i Harlem.

## Ledare och musiker
Körledare är Ulrica Wendle (2000-2003, 2011-). Musiker är Robin East (kapellmästare, piano, 2004-), Mikael Linder (Olausson) (bas, 2009-) och Andreas Köhn (trummor, 2007-). 
Tidigare körledare:
- Mia Berglund, 2007-2010
- Erika Sjödin, 2005-2008
- Sofia Tunmats (Olsson), 2003-2005, 1995-1997
- Ulrika Bergmark, 2000-2001
- Anna Wiksten, 2000-2001
- Astrid Domino (Olsson), 1997-2000
- Daniel Antonsson, 1993-1996

Tidigare ordinarie musiker:
- Roger Engman (kapellmästare, piano), 2001-2003
- Sebastian Robertsson (kapellmästare, piano), 1993-2000
- Olle Melkerhed (bas), 1993-2003, 2008-2009
- John Vigebo (bas), 2007-2008
- Markus Tunmats (bas), 2005-2006
- Johan Selin (bas), 2004-2005
- Ola Forsberg (trummor), 1993-2003, 2005-2007
- Joseph Selin (trummor), 2004-2005
- David Elvinsson (gitarr), 2003-2005

## Fotnoter
1. ↑  ”Märklig tid för mäktig julskivsinspelning”. Sundsvalls tidning (Sundsvall). 2010-02-01. https://www.st.nu/2010-02-01/marklig-tid-for-maktig-julskivsinspelning. Läst 20 februari 2010.
2. ↑  ”Spectra Gospel sjöng med The Ark”. Sundsvalls tidning (Sundsvall). 2008-07-05. Arkiverad från originalet den 19 januari 2019. https://web.archive.org/web/20190119175739/https://www.st.nu/artikel/noje/spectra-gospel-sjong-med-the-ark. Läst 20 februari 2010.
3. ↑  ”Det handlar om människor - Välgörenhetsgala för Irak blev Succé”. Rapport & resultat, Nr 3 2003 (Hoppets stjärna):  sid. sid 10-11. 2003-11-26. Arkiverad från originalet den 10 januari 2005. https://web.archive.org/web/20050110185831/http://www.starofhope.org/images/nyhetsbrev_pdf/bilaga_0312.pdf. Läst 20 februari 2010. Arkiverad 10 januari 2005 hämtat från the Wayback Machine.
4. ↑  ”Kryddat julgospel - Spectra Gospel med Samuel Ljungblahd”. Sundsvalls Tidning (Sundsvall). 2011-12-04. https://www.st.nu/2011-12-04/kryddat-julgospel. Läst 5 december 2011.
5. ↑  ”Joshua Nelson bjuder på unik gospel”. Sundsvalls tidning (Sundsvall). 2009-12-11. https://www.st.nu/2009-12-11/joshua-nelson-bjuder-pa-unik-gospel. Läst 20 februari 2010.
6. ↑  ”400 personer ville vara med i Körslaget”. Sundsvalls tidning (Sundsvall). 2008-11-12. Arkiverad från originalet den 17 januari 2019. https://web.archive.org/web/20190117133038/https://www.st.nu/artikel/noje/tv-400-personer-ville-vara-med-i-korslaget. Läst 20 februari 2010.
7. ↑  ”Kjell Lönnå-stipendiet till Spectra Gospel”. Sundsvalls Tidning (Sundsvall). 2011-06-23. Arkiverad från originalet den 19 januari 2019. https://web.archive.org/web/20190119121304/https://www.st.nu/artikel/kultur/gospelkor-fick-lonnastipendiet. Läst 17 januari 2019.
8. ↑  ”Svensk gospel på export”. Sveriges körförbund (Stockholm). 2015-11-04. https://www.sverigeskorforbund.se/nyheter/svensk-gospel-pa-export.